# Sistema idrico di Turfan

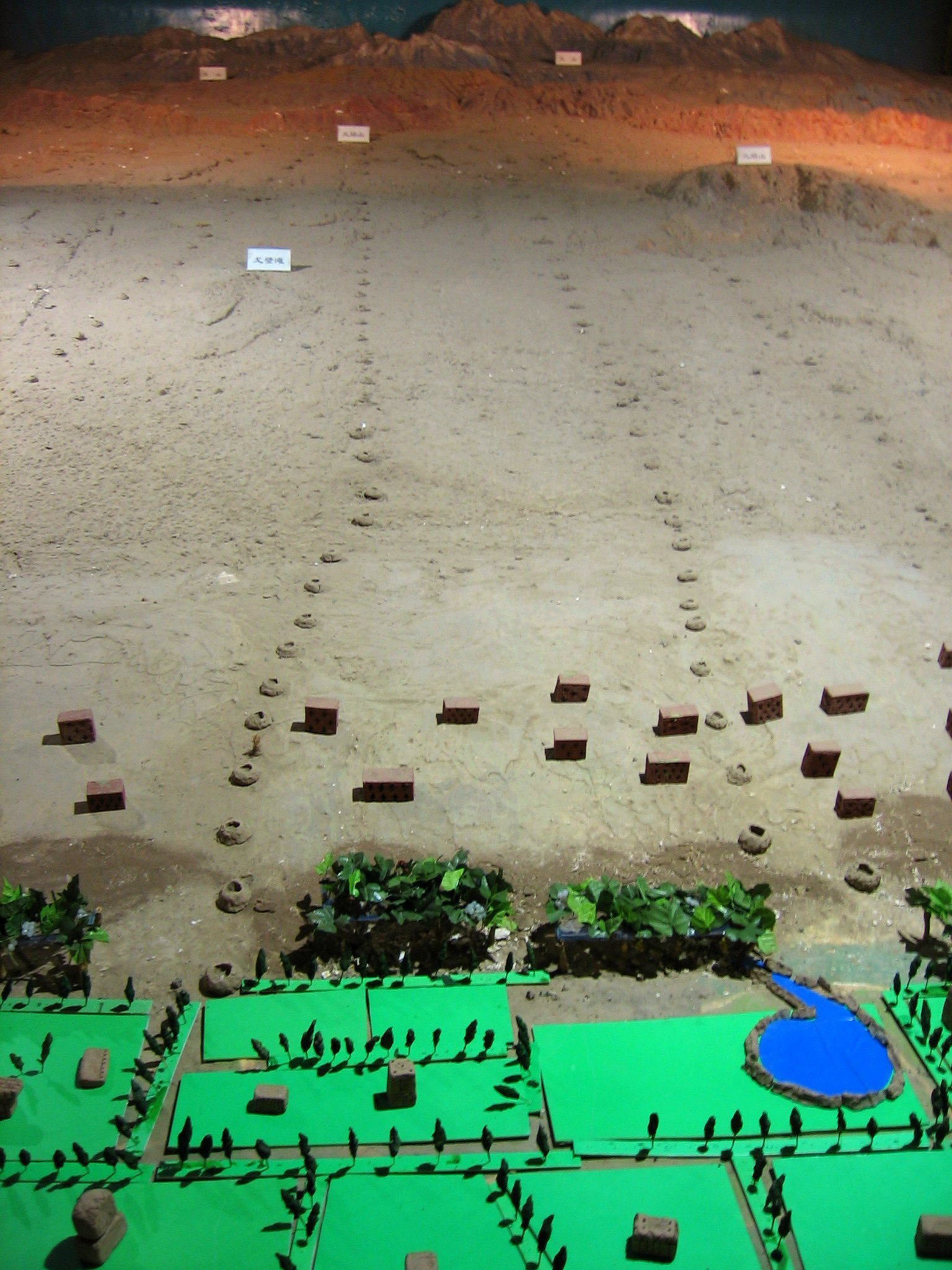
Modello del sistema idrico di Turfan nel Museo Idrico di Turfan: L'acqua viene raccolta dai monti ed incanalata sotto terra fino ai campi coltivati

Il sistema idrico di Turfan (chiamato anche sistema idrico karez, uiguro: كارىز, kariz) si trova nella depressione di Turfan, nello Xinjiang in Cina. Si tratta di un sistema di qanat elencato tra i tre più grandi progetti idrici dell'antica Cina, assieme al sistema di irrigazione del Dujiangyan ed al Gran Canale. I karez furono un'importante invenzione degli abitanti di Turfan.
Il termine karez significa "pozzo" nella locale lingua uigura. Turfan ospita anche il Museo Idrico (un'area protetta) dedicato alla dimostrazione del funzionamento del sistema karez, oltre che alla mostra di altri artefatti storici. 
Il sistema di pozzi di Turfan era cruciale per lo sviluppo cittadino come importante oasi lungo la via della seta, costeggiando l'arido ed ostile deserto di Taklamakan. Turfan deve la sua prosperità all'acqua fornita dai pozzi karez.

## Descrizione

Il sistema idrico karez è composto di una rete di qanat interconnessi

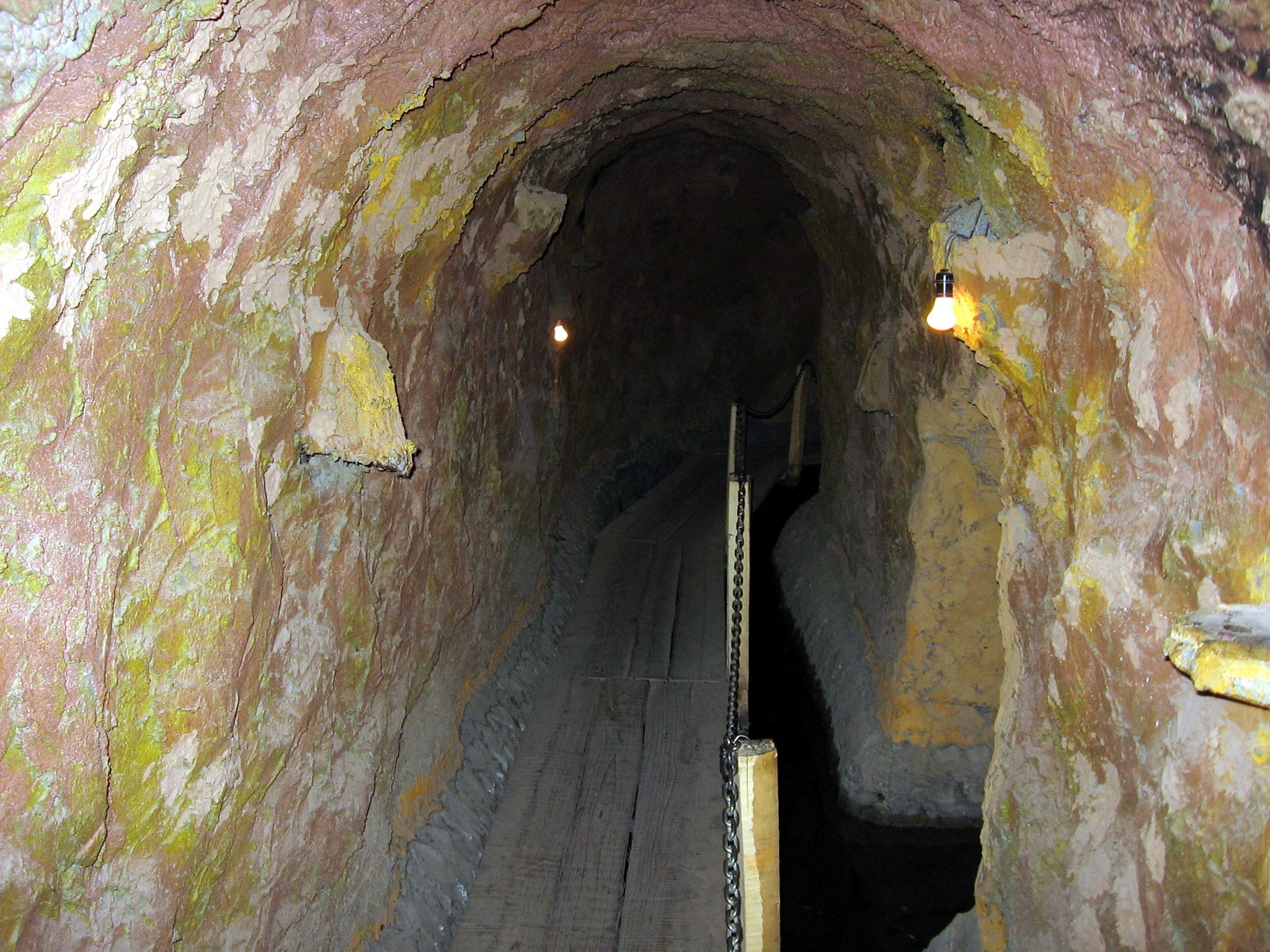
Galleria di un karez nei pressi di Turfan, Xinjiang, Cina

Il sistema a karez di Turfan è composto da una serie di pozzi orizzontali e verticali collegati ai canali sotterranei. Ricavano acqua sotterranea portandola dal bacino idrografico alla base dei monti Tien Shan e dalle vicine Montagne Fiammeggianti. Nell'ultimo tratto l'acqua affiora in superficie, sfruttando la spinta della gravità del pendio fino alla depressione di Turfan. I canali sono per la maggior parte sotterranei in modo da limitare l'evaporazione dell'acqua.
Il sistema è formato da pozzi, dighe e canali sotterranei costruiti per raccogliere e controllare il flusso dell'acqua. I pozzi verticali venivano scavati distanziati ed allineati in un pendio per accedere ai canali sotterranei, durante la costruzione e la manutenzione. Il punto più a monte dei canali sotterranei attingeva acqua direttamente dalla falda acquifera alla base delle montagne. Questo sistema di irrigazione fu costruito durante la dinastia Han (206 a.C.– 24 d.C.).
Nello Xinjiang, la più grande concentrazione di pozzi karez si trova nella depressione di Turfan, dove oggi restano oltre 1100 karez e canali con una lunghezza totale di oltre 5000 km. La topologia locale rende i karez particolarmente utili per l'irrigazione e per altri utilizzi. Turfan si trova nella seconda depressione del mondo per profondità, ed occupa 4000 km2 di superficie con un terreno che forma un grosso bacino. L'acqua scorre dalle vicine montagne durante la stagione delle piogge, dirigendosi verso la depressione sotto al deserto. L'estate di Turfan è molto calda ed asciutta, con periodi di vento e tempeste di sabbia. L'acqua dei canali sotterranei fornisce una sicura fonte d'acqua per tutto l'anno, indipendentemente dalla stagione.

## Importanza

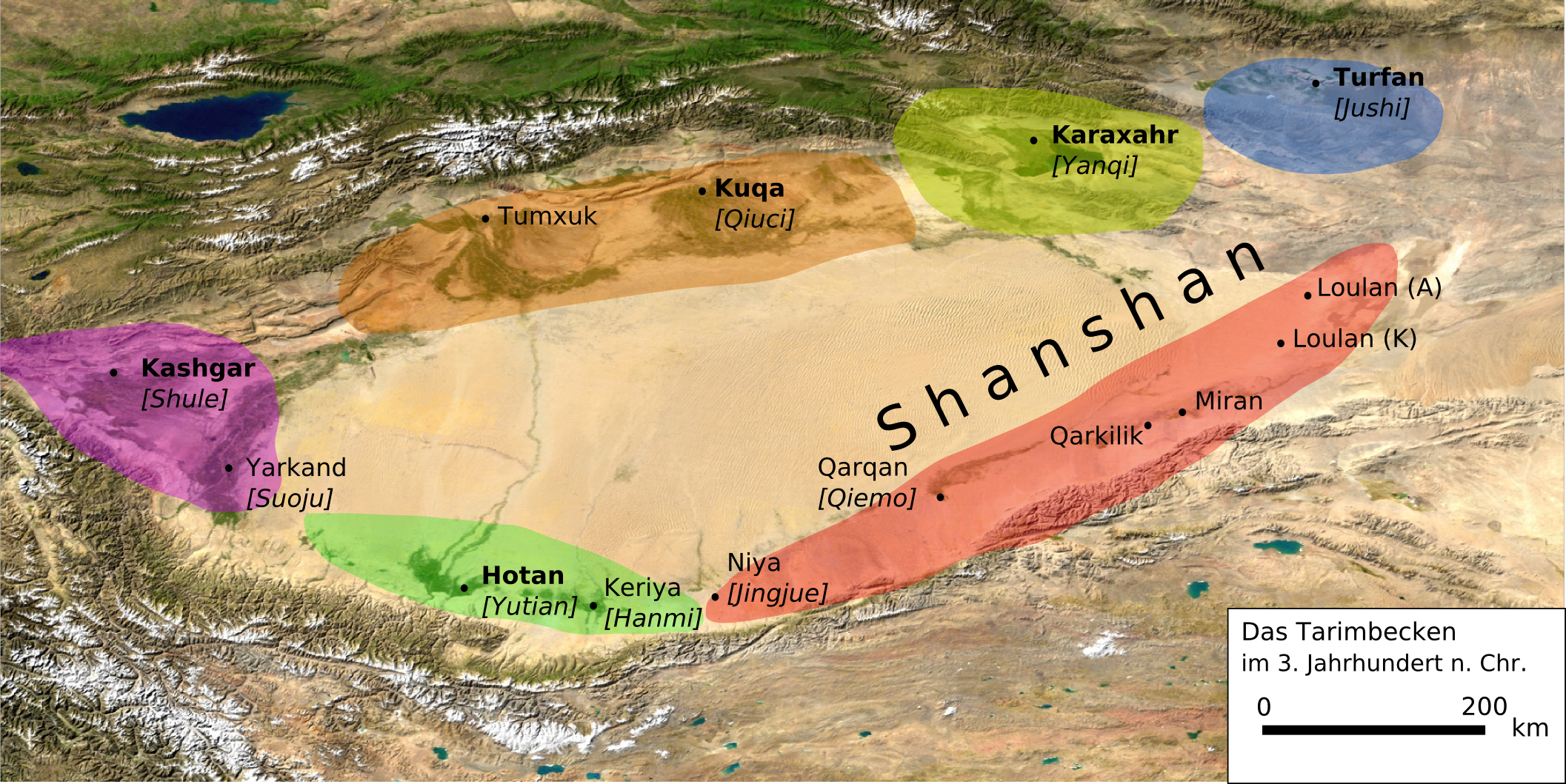
Mappa raffigurante la posizione di Turfan (in alto a destra) sulla via della seta

La quantità d'acqua fu fondamentale per Turfan, tanto che la città-oasi poté ospitare numerose carovane nel loro viaggio lungo la via della seta. Le carovane erano composte da mercanti e missionari con la scorta armata, gli animali comprese migliaia di cammelli, ed altro personale; e tutti si fermavano per una settimana o più. Le carovane avevano bisogno di cibo per gli animali, edifici in cui riposare, bazar per i commerci e rifornimenti d'acqua e cibo.